# Praia
Praia (port. plaża, wym. [ˈpɾajɐ]) – stolica i największe miasto Republiki Zielonego Przylądka, port handlowy i rybacki na wyspie Santiago (Ocean Atlantycki); ośrodek administracyjny okręgu Praia; 151 436 mieszkańców (2015). Założone na końcu XV wieku, od połowy XVII wieku do 1975 roku ośrodek administracyjny kolonii portugalskiej.
W 1931 roku urodził się tutaj Paulino do Livramento Évora, duchowny katolicki, biskup Santiago de Cabo Verde.

## Historia
Wyspa Santiago została odkryta w 1460 r. przez António Noli. Pierwsza osada powstała na wyspie nosiła nazwę Ribeira Grande (obecnie: Cidade Velha), natomiast pierwsza wzmianka o miejscowości Praia de Santa Maria pochodzi z ok. 1615 r. Pomiędzy końcem XVI a XVIII wieku zarówno Ribeira Grande, jak i Praia padały często ofiarą ataków pirackich. 
Ze względu na swe położenie na płaskowyżu Praia miała lepszą ochronę przed atakami, co dawało jej przewagę nad starszą Ribeira Grande. Miasto stopniowo zyskiwało na znaczeniu, a w 1770 r. zostało stolicą kolonii Wysp Zielonego Przylądka.

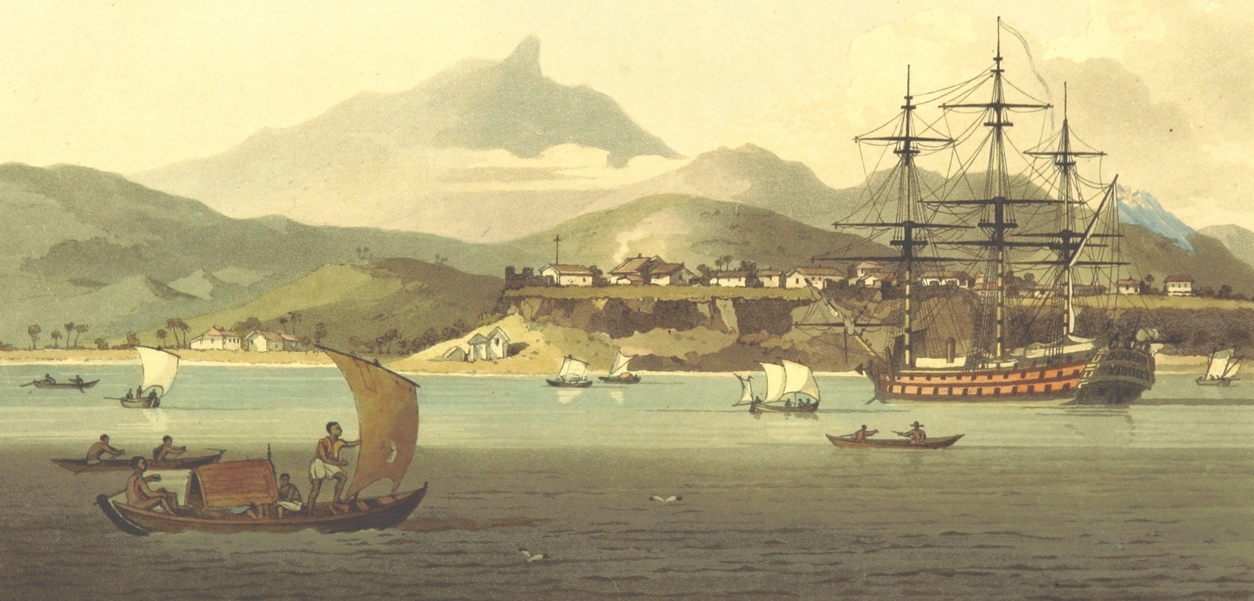
Ilustracja Prai z 1806 r.

Na początku XIX wieku nastąpiła prawie całkowita przebudowa miasta, wybudowano wiele budynków kolonialnych i rezydencji, zgodnie z systemem hippodamejskim. Praia oficjalnie uzyskała status miasta (cidade) w 1858 r. Na początku lat 20. XX wieku populacja miasta wynosiła ok. 21 000 mieszkańców.
Podobnie jak w innych częściach kolonii, opór wobec portugalskich władz przybrał na sile w latach 50. XX wieku. Ów nie przerodził się jednak w otwartą wojnę (jak np. w Gwinei Bissau). Po rewolucji goździków w 1974 oraz w wyniku innych potyczek Portugalii związanych z końcem ery kolonialnej, Republika Zielonego Przylądka ogłosiła niepodległość w 1975. Po 1975 r. Praia przyjęła mnóstwo emigrantów, w wyniku czego dzisiaj ok. 60% populacji Republiki Zielonego Przylądka zamieszkuje wyspę Santiago, w tym ok. 30% populacji republiki to mieszkańcy Prai. 

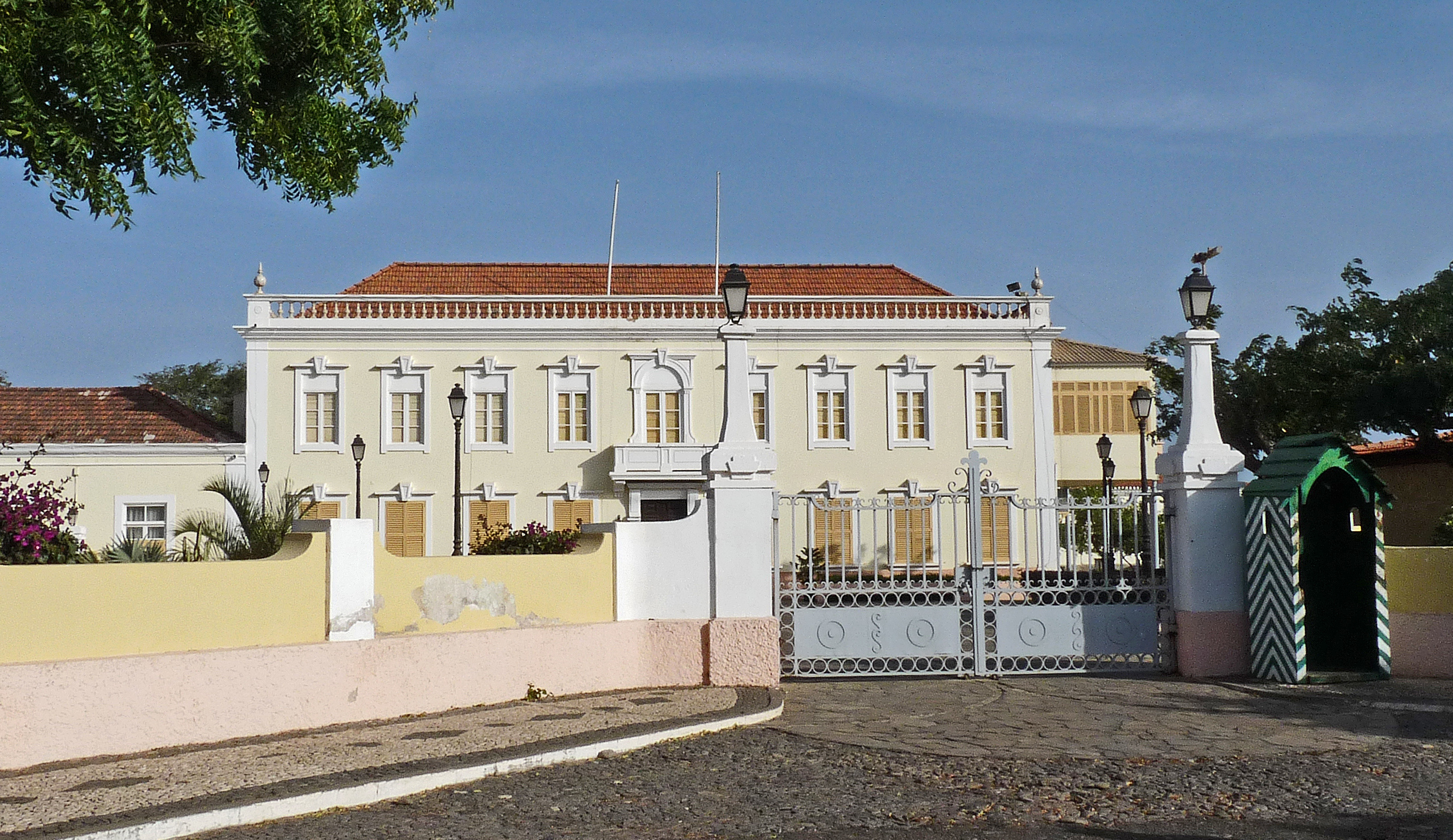
Pałac Prezydencki w Prai

## Demografia
W 2015 r. populacja miasta wynosiła 151 436 mieszkańców. Poniższa tabela ukazuje zmiany w populacji Prai w latach 1990-2015:
| 1990   | 2000   | 2010    | 2015    |
| ------ | ------ | ------- | ------- |
| 61 644 | 94 161 | 130 271 | 151 436 |

## Transport

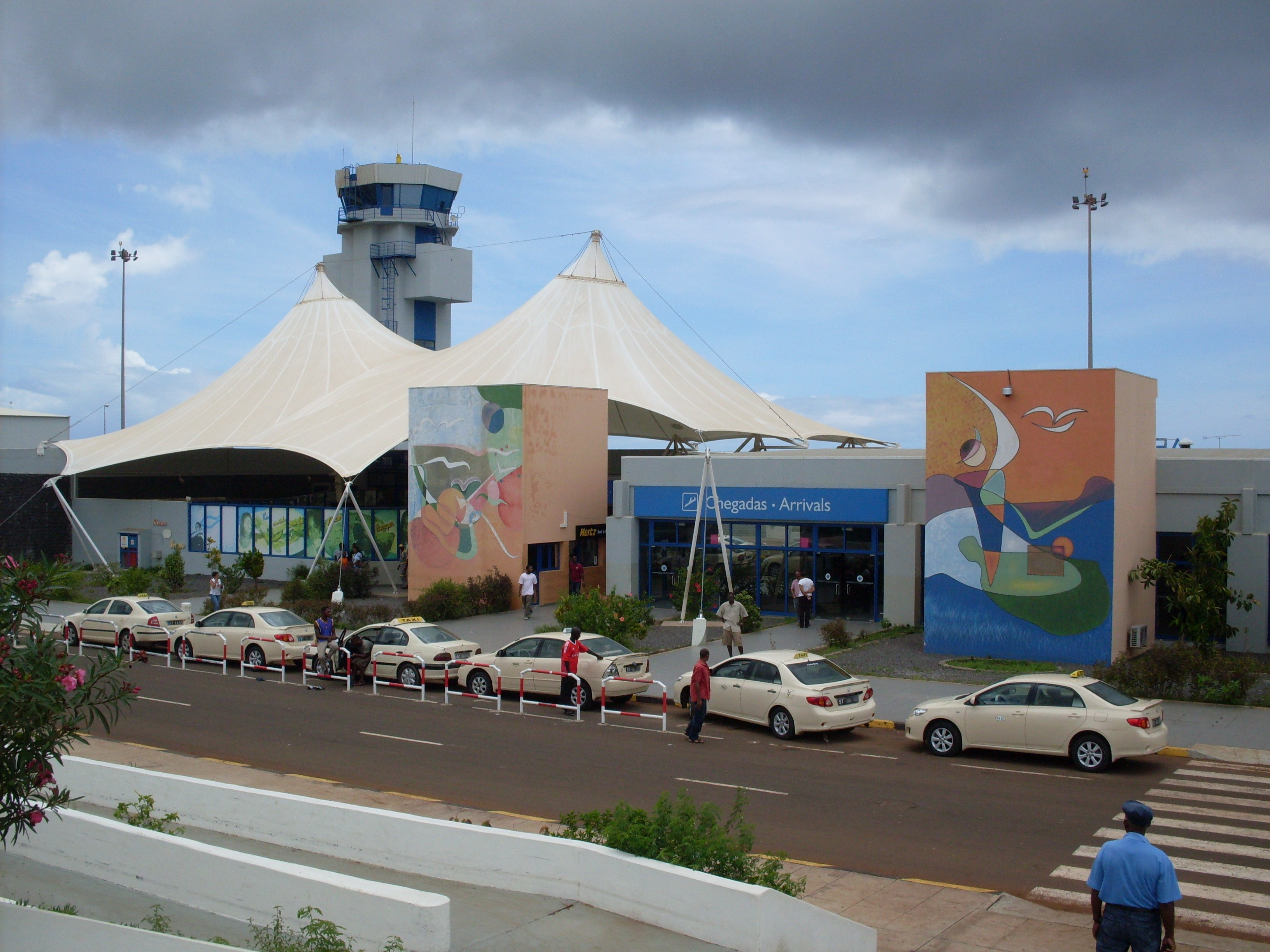
Lotnisko w Prai

W mieście znajduje się lotnisko Praia (otwarte w 2005 r). W Prai swoją siedzibę mają również Cabo Verde Airlines – linie lotnicze Republiki Zielonego Przylądka. 
Miasto obsługuje również Port Praia, największy port w kraju, przebudowany w 2014 r. U wejścia do portu znajduje się latarnia morska Dona Maria Pia.

## Kultura
W mieście funkcjonuje muzeum etnograficzne (Museu Etnográfico). Mieści się tu również Biblioteka Narodowa Republiki Zielonego Przylądka.

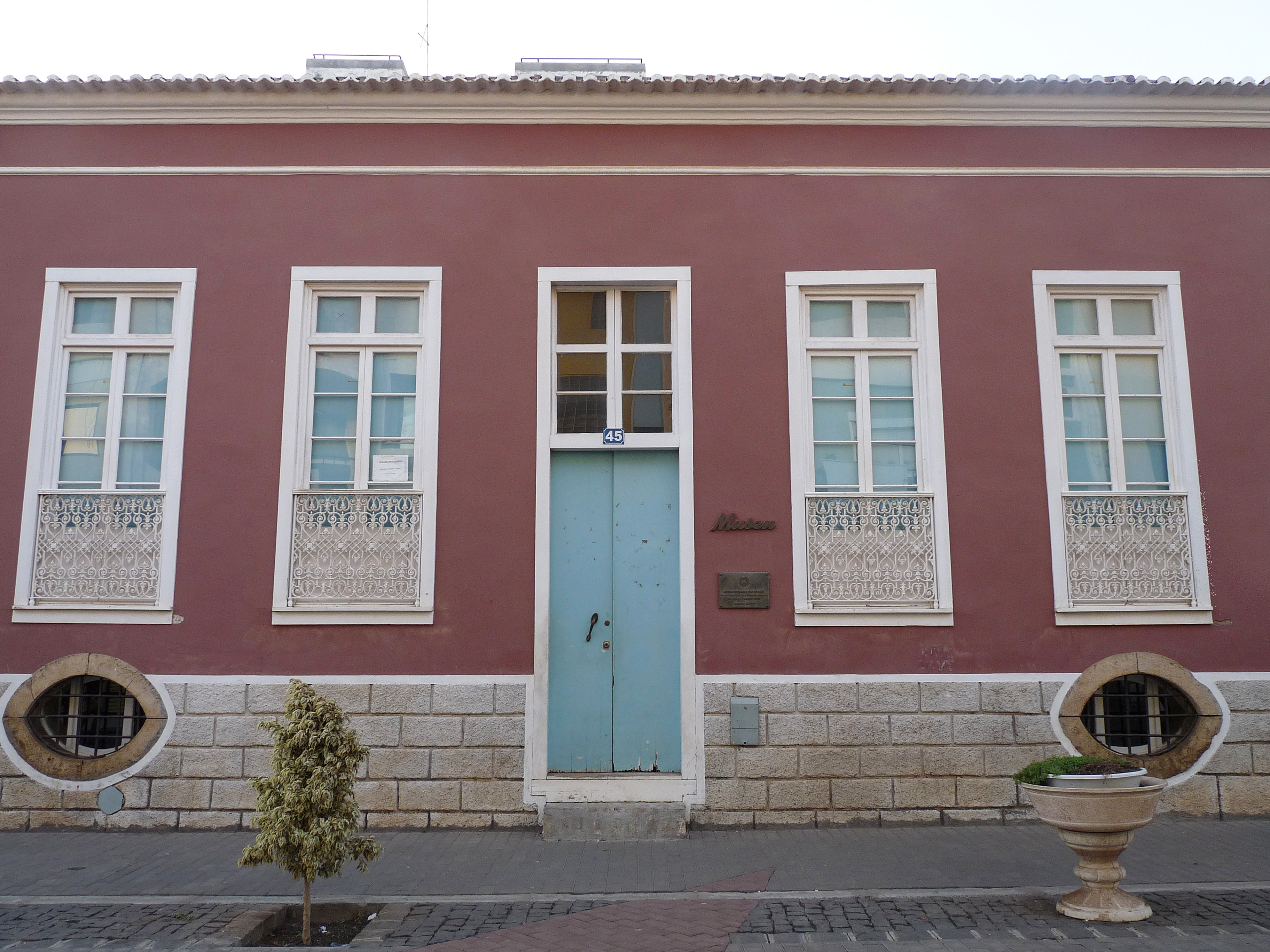
Muzeum Etnograficzne w Prai

Od 2016 r. historyczne centrum miasta znajduje się na liście światowego dziedzictwa UNESCO.

## Współpraca
- Faro, Portugalia
- Basseterre, Saint Kitts i Nevis
- Lizbona, Portugalia
- Funchal, Portugalia